# 竹俣紅
竹俣 紅（たけまた べに、1998年6月27日 - ）は、フジテレビアナウンサー。将棋の元女流棋士、元タレントであり、当時はワタナベエンターテインメントに所属していた。

## 概要
東京都港区出身。港区立青山小学校、渋谷教育学園渋谷中学校・高等学校、早稲田大学政治経済学部経済学科卒業。
女流棋士時代は日本将棋連盟に所属し、段位は女流初段、女流棋士番号は45、森内俊之九段門下だった。

## 経歴

### 女流棋士になるまで
将棋を始めたきっかけは6歳の時に、近所の本屋でそろばんの本を探したが、見つからず、近くにあった将棋の本をたまたま手に取って見たところ、面白そうだと興味を持ったという。
その後、小学4年生の時に参加したアマチュア女子を対象の日本将棋連盟主催の第1回駒姫名人戦優勝を皮切りに、徐々に頭角を現し、特に2010年度の第32期女流王将戦の予選に出場し、プロの女流棋士に連勝して、アマチュアの小学生として史上初めて女流公式戦の本戦に進んだ。
2010年に女流棋士を目指し、関東研修会に入会。2年後の2012年7月22日、研修会クラスでC1に昇級し女流棋士3級の資格を得て、アマチュア時代に女流棋戦で好成績を収めていたため、昇段規定に沿って中学校2年で2012年10月1日付で女流2級で正式にプロ入りした。

### 女流棋士として
女流棋士になってからは、2013年度は4勝7敗、2014年度は3勝5敗と中々勝ちに重ねることが出来ずに苦しんでいたが、2015年度は第23期倉敷藤花戦でベスト8に勝ち進み、昇段規定である「倉敷藤花戦ベスト8」を満たして7月1日付で女流1級に昇級。さらに若手女流棋士を対象とした新棋戦の女子将棋YAMADAチャレンジ杯の第1回準優勝。結果、年度成績「12勝9敗」が昇段規定「年度成績指し分け以上（7勝以上）」を満たして女流初段に昇段（2016年4月1日付）するなど、2015年度は飛躍の一年となった。
高校3年生になった2016年度は「度重なる病欠や対局での欠席が多くなりすぎ」、「高校３年の時期は、平日を対局で欠席できなくなり」「高校を卒業できるように」との理由で、女流棋士を1年間休場した。その一方で、マネジメントを目的として2016年4月からワタナベエンターテインメントの所属となった。
2017年3月に高校を卒業後、翌4月から大学に入学。あわせて2017年度から女流棋士に復帰。将棋以外でも写真集を出版したりクイズ番組やバラエティー番組などでも活動。その一方、「大学に入って、世の中にあるさまざまな価値観に触れたことで、そうではない生き方をしてみたいと思うようになり、将来は別の職業に就きたいと考え」、2018年12月10日付で日本将棋連盟に退会届を提出。年度末の2019年3月31日をもって日本将棋連盟を退会した。
大学卒業に伴い学士（経済学）の学位を取得。また、大学卒業を機に「4月より新たな職に就く」として、2017年4月から5年間所属したワタナベエンターテインメントを2021年3月31日付で退所した。

### フジテレビアナウンサーとして
2021年4月、フジテレビにアナウンサーとして入社。

## 人物
- 米沢藩の重臣だった竹俣氏の末裔である[34][35]。竹俣は自身の家系や名前の由来について『週刊新潮』の取材に「当綱の家系で、父親が山形の県花・紅花から名付けた」と語っている[35]。
- 竹俣は一人っ子で、両親は竹俣が興味を持ったことは自由にやらせてくれ両親から「勉強しなさい」と言われたことは一度もないという[36]。
- 幼少時から医師を志望していたが、小学校低学年の時、自身にラテックスアレルギーがあるために医療関係の仕事には向かないと知り、医療系以外の理科系には関心がないため、文科系に進んだ[37]。
- 中学受験では塾に通わず、教材を買って自分で勉強した上で渋谷教育学園渋谷中学校・高等学校に進んだ[12]。大学受験では「学びたい学問が学べ、将棋が強い大学[11]」という観点で志望校を選び、国立の第1志望の東京大学文科三類は不合格だったが、私立の第1志望の早稲田大学政治経済学部に合格・進学した[11]。
- 小学校5年生で漢字検定2級を取得した[38]。2020年2月現在は同検定準1級を所持している[39]。
- 女流棋士の公式戦では、棋風は居飛車党[40]。相矢倉を得意としていた。
- 趣味はミニ盆栽。趣味が昂じて『盆栽世界』2016年2月号から『竹俣紅の盆栽事始め』を連載した[41]。
- クイズ番組などで共演経験のあるお笑いタレント・カズレーザー（メイプル超合金）の大ファン。カズレーザーのことを「面白くて優しくて物知りな方」と評価しており、2018年1月にフォトエッセイ『紅本』を発売した際には帯コメントをカズレーザーに頼んでいるほか[42]、クイズの勉強会仲間として交流を持っている[43]。

## 女流棋士時代の戦績
アマチュア時代の女流棋戦成績
プロアマ戦 通算2勝2敗
- 第32期女流王将戦 予選 2勝0敗（本戦進出 = 昇段規定「女流1級昇級」相当の成績）
- 第32期女流王将戦 本戦 0勝1敗
  - 2010年4月15日 予選 北尾まどか女流初段 戦に勝利[44]
  - 2010年415同日 予選 山口恵梨子女流初段 戦に勝利（本戦進出）[44]
  - 2010年6月11日 本戦 中村真梨花女流二段 戦で敗退（ベスト16）[44]
- 第33期女流王将戦 予選 0勝1敗
  - 2011年4月20日 予選 長沢千和子女流四段 戦で敗退[45]

### 昇段・昇級履歴
昇級・昇段規定は、将棋の段級 を参照。
女流棋士以前
- 2010年02月14日 - 関東研修会入会（E1クラス）
- 2012年07月22日 - 関東研修会C1昇級（「女流3級」の資格獲得）[19]

女流棋士以降
- 2012年10月01日 - 女流2級（プロ入り、アマ当時の「女流1級昇級」相当の成績による）[19][4][注 2]
- 2015年07月01日 - 女流1級（倉敷藤花戦ベスト8）[20]
- 2016年04月01日 - 女流初段（年度成績指し分け以上）[22]
- 2019年03月31日 - 引退・退会（女流棋士通算30勝36敗）[14]

### 年度別成績
女流棋士 通算30勝36敗（勝率0.4545）
| アマチュア時代の成績 | アマチュア時代の成績 | アマチュア時代の成績 | アマチュア時代の成績 | アマチュア時代の成績 | アマチュア時代の成績 |
| 年度                 | 対局数               | 0勝0                 | 0負0                 | 勝率                 | 注記・出典           |
| -------------------- | -------------------- | -------------------- | -------------------- | -------------------- | -------------------- |
| 2010                 | 3                    | 2                    | 1                    | 0.6666               | [ 44 ]               |
| 2011                 | 1                    | 0                    | 1                    | 0.0000               | [ 45 ]               |
| アマ通算             | 4                    | 2                    | 2                    | 0.5000               |                      |
| 女流棋士成績         |                      |                      |                      |                      |                      |
| 年度                 | 対局数               | 勝                   | 負                   | 勝率                 | 注記・出典           |
| 2012                 | 1                    | 0                    | 1                    | 0.0000               | [ 46 ]               |
| 2013                 | 11                   | 4                    | 7                    | 0.3636               | [ 47 ]               |
| 2014                 | 8                    | 3                    | 5                    | 0.3750               | [ 48 ]               |
| 2015                 | 21                   | 12                   | 9                    | 0.5714               | [ 49 ]               |
| 2016                 | 0                    | 0                    | 0                    | (休場)               | [ 50 ]               |
| 2017                 | 11                   | 4                    | 7                    | 0.3636               | [ 51 ]               |
| 2018                 | 14                   | 7                    | 7                    | 0.5000               | [ 52 ]               |
| 通算                 | 66                   | 30                   | 36                   |                      | [ 53 ]               |

## フジテレビアナウンサー時代の出演
レギュラー出演番組・キャスター名（地上波）
| 期間                                                                                   | 期間      | 月曜日                                             | 火曜日                                             | 水曜日                                  | 木曜日                                                    | 金曜日                                                    | 土曜日   | 日曜日                    |
| -------------------------------------------------------------------------------------- | --------- | -------------------------------------------------- | -------------------------------------------------- | --------------------------------------- | --------------------------------------------------------- | --------------------------------------------------------- | -------- | ------------------------- |
| 2021.7.5                                                                               | 2021.9.28 | Live News イット! フィールドキャスター（週替わり） | Live News イット! フィールドキャスター（週替わり） | （なし）                                | （なし）                                                  | （なし）                                                  | （なし） | （なし）                  |
| 2021.10.5                                                                              | 2022.3.29 | （なし）                                           | Live News イット! フィールドキャスター             | （なし）                                | （なし）                                                  | （なし）                                                  | （なし） | （なし）                  |
| 2022.4.1                                                                               | 2022.7.1  | Live News イット! フィールドキャスター             | Live News イット! フィールドキャスター             | （なし）                                | めざまし8 情報キャスター                                  | めざまし8 情報キャスター                                  | （なし） | （なし）                  |
| 2022.7.4                                                                               | 2022.9.30 | Live News イット! フィールドキャスター             | （なし）                                           | （なし）                                | めざまし8 情報キャスター                                  | めざまし8 情報キャスター                                  | （なし） | （なし）                  |
| 2022.10.3                                                                              | 2023.3.31 | Live News イット! 天気キャスター1                  | Live News イット! 天気キャスター1                  | Live News イット! 天気キャスター1       | Live News イット! 天気キャスター1めざまし8 情報キャスター | Live News イット! 天気キャスター1めざまし8 情報キャスター | （なし） | （なし）                  |
| 2023.4.2                                                                               | 2023.3.31 | Live News イット! 天気キャスター                   | Live News イット! 天気キャスター                   | Live News イット! 天気キャスター        | Live News イット! 天気キャスター                          | （なし）                                                  | （なし） | みんなのKEIBA キャスター2 |
| 2024.4.1                                                                               | 現在      | BSフジLIVE プライムニュース キャスター3            | BSフジLIVE プライムニュース キャスター3            | BSフジLIVE プライムニュース キャスター3 | （なし）                                                  | Live News イット! 情報キャスター                          | （なし） | みんなのKEIBA キャスター2 |
| 備考 - 1三井良浩の後任。ガチャピンと共同で担当。 - 2堤礼実の後任。 - 3新美有加の後任。 |           |                                                    |                                                    |                                         |                                                           |                                                           |          |                           |

### その他
- めざましテレビ
  - 鈴木唯の2020年東京オリンピック取材時のエンタメキャスター代行（2021年7月27日）
  - お天気コーナーの一部に出演（2021年8月27日）
- バイキングMORE（2021年8月27日）
- FNSラフ&ミュージック〜歌と笑いの祭典〜 - 同期の小山内鈴奈・小室瑛莉子と共に総合司会。山本賢太はコーナー担当。（2021年8月28日・29日）
- いいすぽ!
- ビジネスStyle
- 一日警察署長 荻窪警察署（2024年4月6日）[55]

## 女流棋士・タレント時代の出演

### テレビ
- 盤上のアルファ 最終回（2019年2月24日、NHK BSプレミアム） - 倉橋陽菜二段 役[56]
- 潜在能力テスト（準レギュラー、フジテレビ）

### 将棋ソフト
- マイナビ 将棋レボリューション 激指13（2013年、マイナビ）読み上げ
- マイナビ 将棋レボリューション 激指14（2015年、マイナビ）読み上げ
- マイナビ 激指 定跡道場4（2017年7月21日、マイナビ）読み上げ
- 将棋神 やねうら王（2018年8月31日、マイナビ）読み上げ

### 広告
- （公財）日本数学検定協会 - 実用数学技能検定 - イメージキャラクター[57][58]
- 総務省 - 令和元年度電波利用環境保護活動 - イメージキャラクター[59][60]

### その他
- 一日警察署長 原宿警察署（2018年9月15日）[61]

## 出版

### 写真集
- 紅本（2018年1月31日、パルコ出版、撮影：長野博文）ISBN 978-4865062489[62]
- 夜明け前、紅さす。（2020年12月24日、ワニブックス、撮影：倉繁利）ISBN 978-4847083372

### 連載
- 竹俣紅の盆栽事始め（エスプレス・メディア出版『盆栽世界』2016年2月号 - 8月号）